# Mika Nieminen
Mika Sakari Nieminen, född 1 januari 1966 i Tammerfors i Finland, är en finländsk tidigare ishockeyspelare. Med finländska landslaget vann han VM-silver 1992 och 1994 och VM-guld 1995 samt OS-brons 1994 och 1998.
Säsongen 1994-1995, då han spelade för Luleå HF, vann han poängligan i såväl Elitserien som SM-slutspelet.

## Klubbar
- 1985–1987 Pelicans
- 1987–1991 Ilves
- 1991–1992 Lukko
- 1992–1995 Luleå HF
- 1995–1997 Grasshopper-Club Zürich
- 1997–1998 Jokerit
- 1998–2001 HIFK
- 2001–2002 Ilves

### Fotnoter
1. ↑  ”De är Luleås bästa forwards på 90-talet” (på svenska). Norrbottenskuriren. 23 januari 2017. http://www.kuriren.nu/sport/de-ar-luleas-basta-forwards-pa-90-talet-9100191.aspx. Läst 26 mars 2017.